# Park Jurajski (skały)
Park Jurajski – grupa skał znajdujących się przy drodze ze Smolenia do Złożeńca w województwie śląskim, w powiecie zawierciańskim, w gminie Pilica. Pod względem geograficznym znajdują się na Wyżynie Ryczowskiej, będącej częścią Wyżyny Częstochowskiej w obrębie Wyżyny Krakowsko-Częstochowskiej.
Skały Parku Jurajskiego znajdują się w lesie, w odległości około 150 m od tej drogi na wschód. Z drogi są niewidoczne, ale można je zlokalizować, gdyż przy drodze w pobliżu skałek znajdują się tablice informacyjne ścieżki dydaktycznej i pozostałości okopów z czasów I wojny światowej. Skały są obiektem wspinaczki skalnej. Są niewysokie (do 12 m), ale w większości trudne (przeważają drogi od VI do VI.4+).
Do 2019 roku wspinacze skałkowi poprowadzili łącznie 35 dróg wspinaczkowych na 4 skałach:
- Salceson: 12 dróg od V do VI.2
- Szczurek: 4 drogi od VI.2 do VI.3+
- Oczko, zwane też 7 Projektów: 9 dróg od IV do VI.2
- Kalafior: 9 dróg od VI+ do VI.4+[1].

Zbudowane z twardych wapieni skalistych skały Parku Jurajskiego pochodzą z jury późnej. Pod wpływem wody i dwutlenku węgla ulegały stopniowym procesom wietrzenia i procesom krasowym, wskutek których wykształciły się ich oryginalne formy z bogatą strukturą ścian. W skałach jest wiele niewielkich jaskiń zwanych schroniskami: Oczko, Rura w Skale Oczko, Schronisko przy Ziemi, Schronisko w Górze Smoleń Pierwsze, Schronisko w Górze Smoleń Drugie, Schronisko w Górze Smoleń Trzecie, Schronisko w Górze Smoleń Czwarte, Schronisko w Górze Smoleń Piąte, Schronisko w Górze Smoleń Szóste, Skalna Ambona, Tunel w Górze Smoleń. Szczególnie atrakcyjny jest duży Tunel w Górze Smoleń i okno skalne Oczko. Zamontowane przy skałach tablice opisują genezę ich powstania. Tablice przy drodze przypominają także o toczonej tu bitwie w 1914 roku i opisują architekturę militarną w krajobrazie Jury.

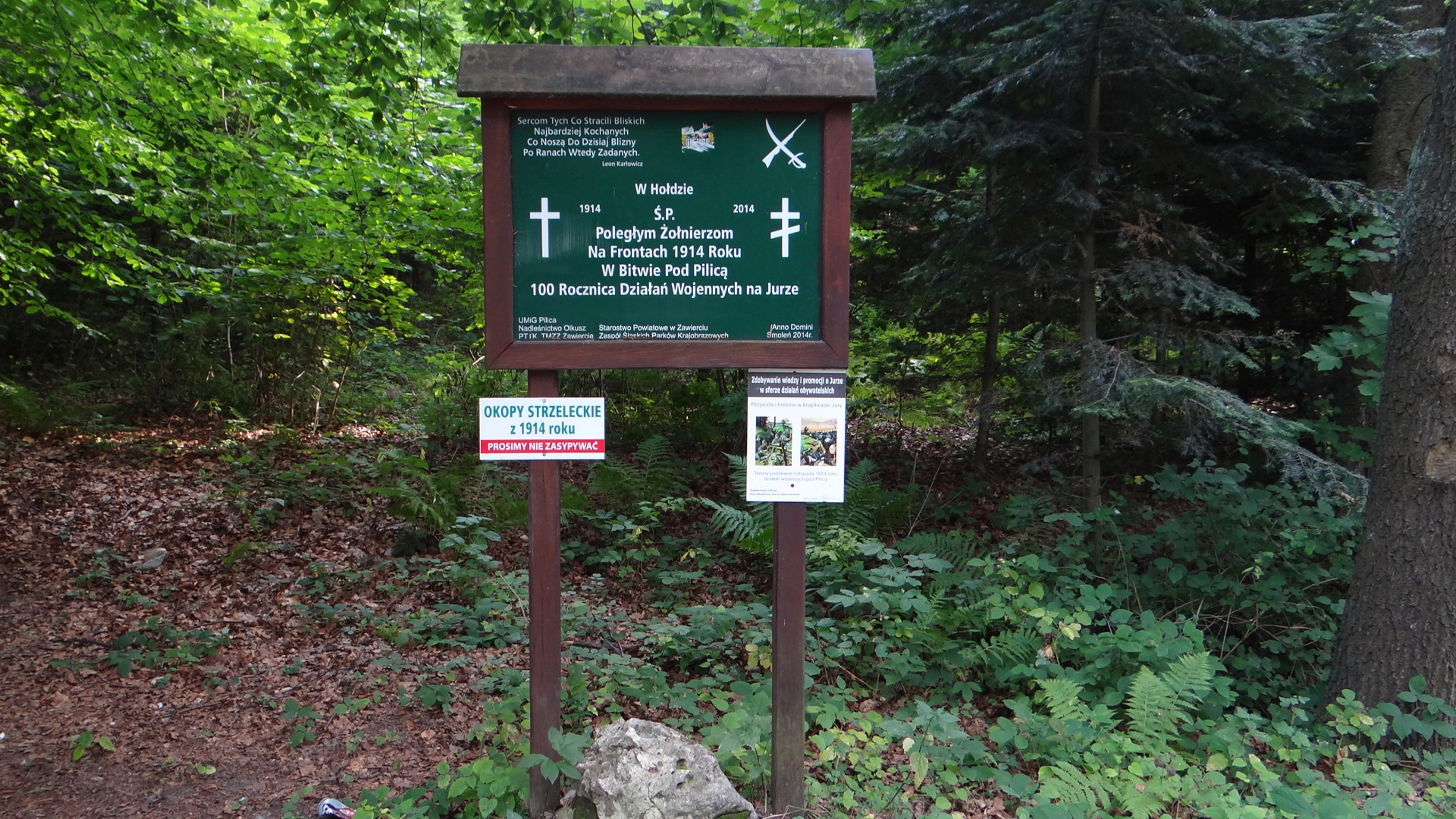
Tablica dydaktyczna
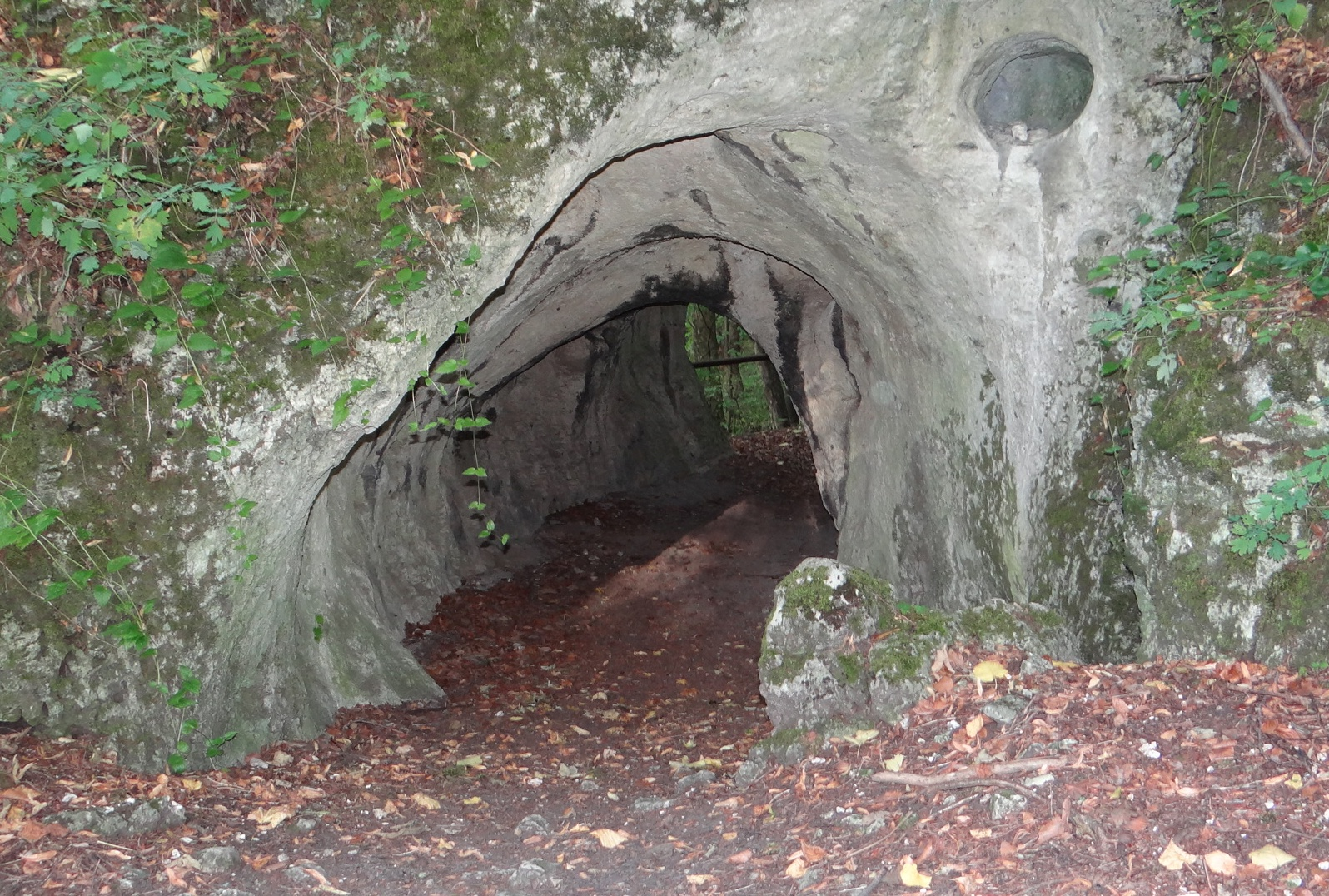
Tunel w Górze Smoleń
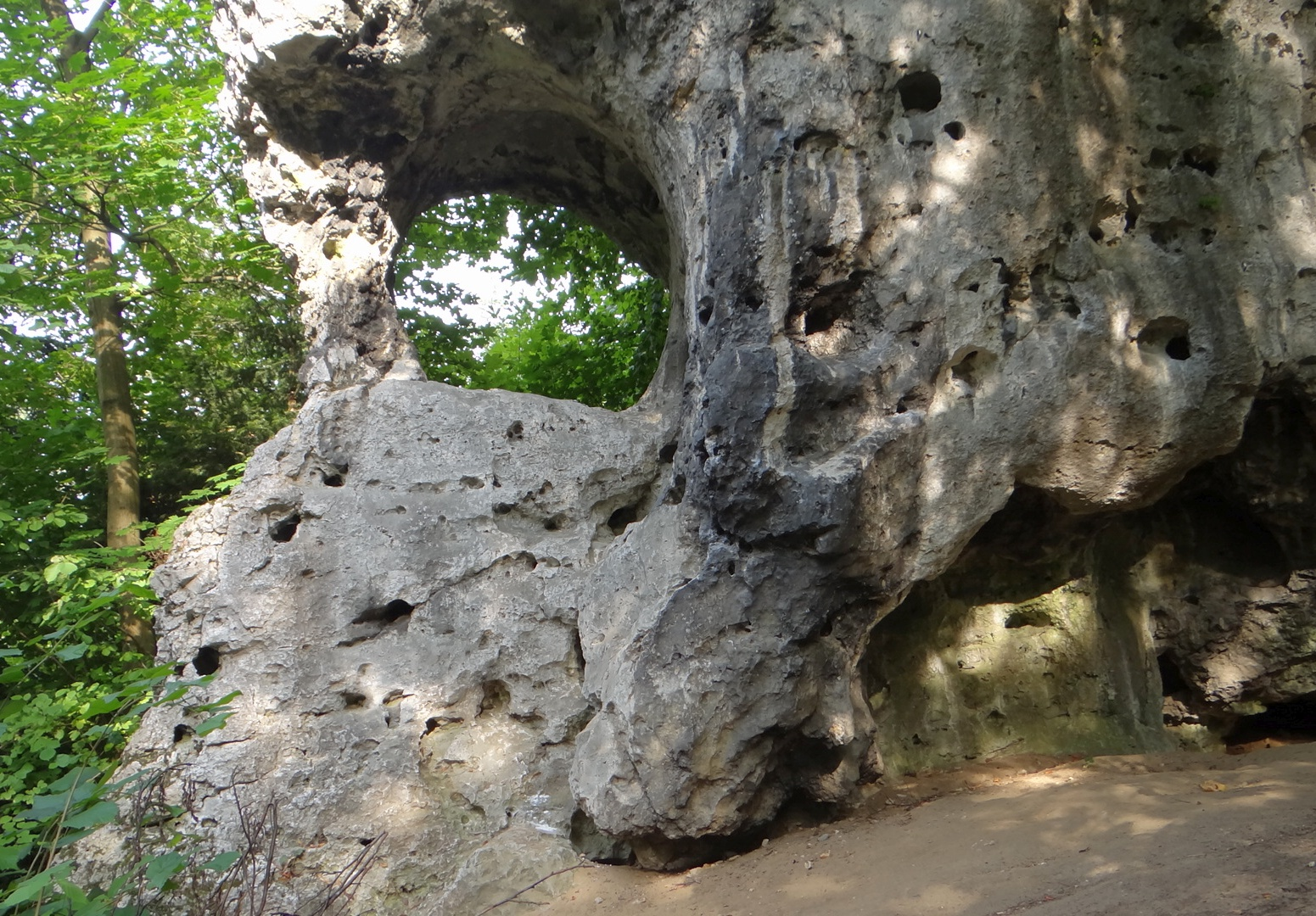
Oczko
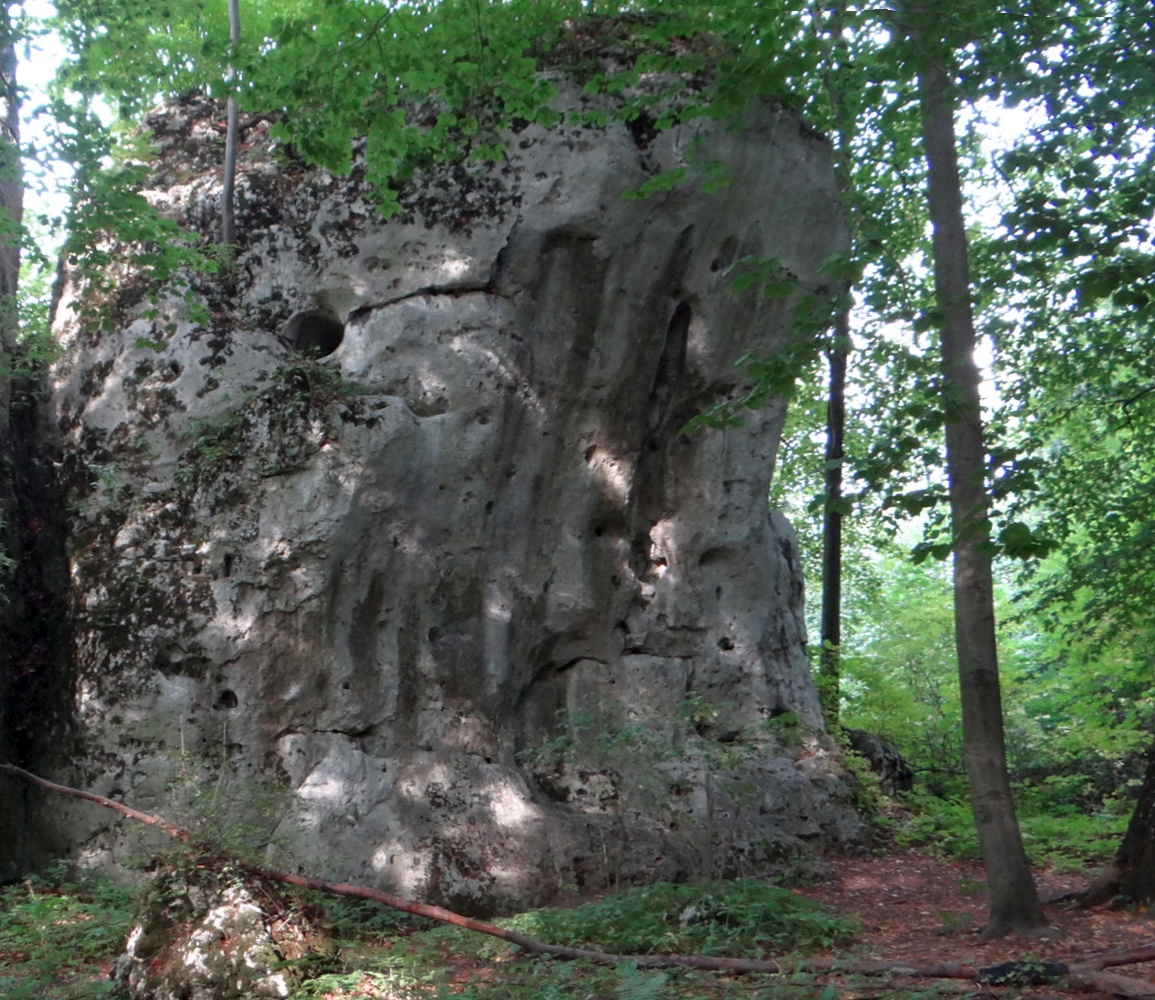
Szczurek
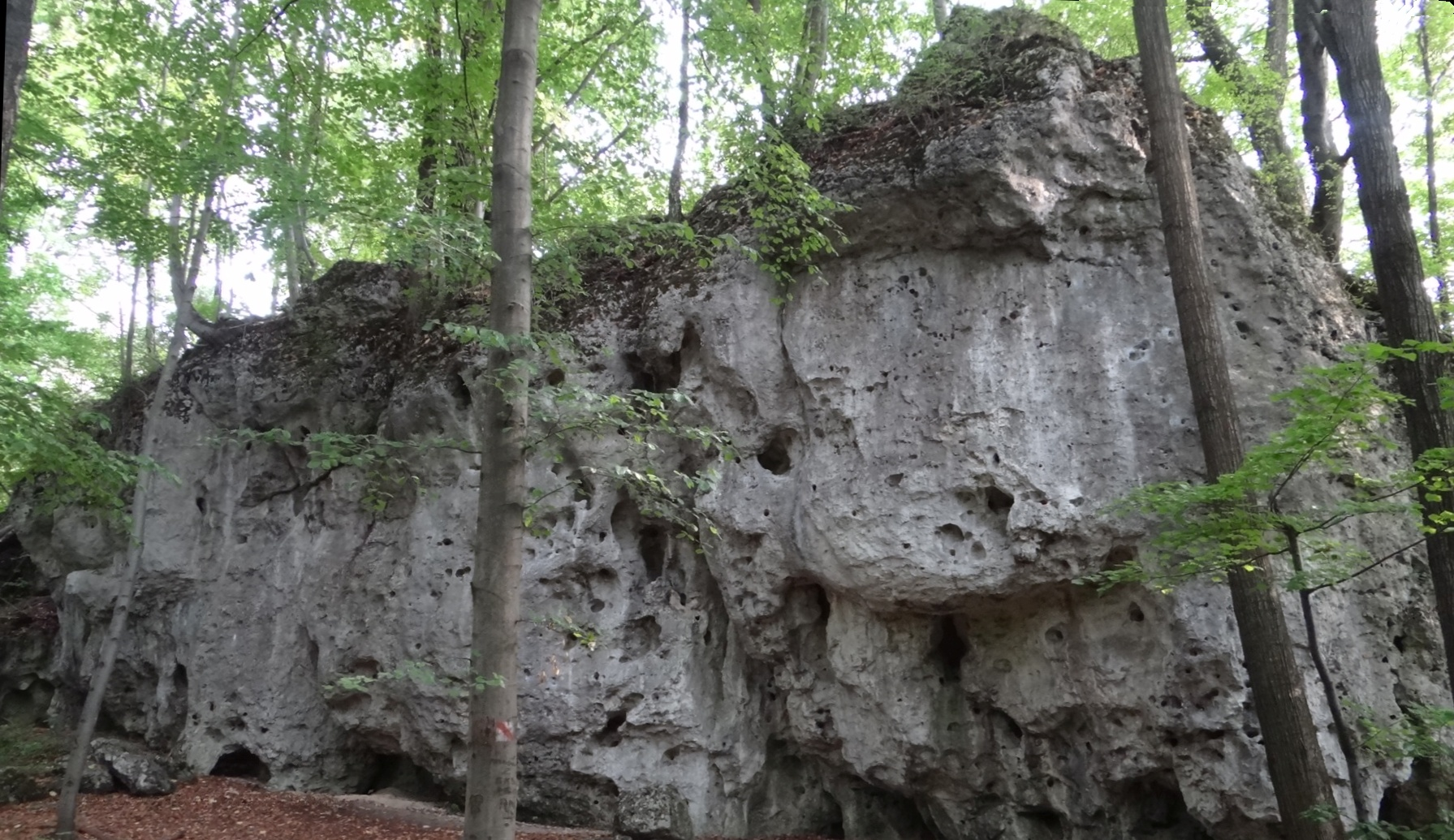
Salceson